# 483636 Treanor
483636 Treanor este o planetă minoră (asteroid) din centura de asteroizi. A fost descoperită pe 11 octombrie 2004 la Molėtų astronomijos observatorija⁠(d) de . 
Obiectul prezintă o orbită caracterizată de o semiaxă mare de 2,3772459278417 UAi, o excentricitate de 0,21605701098398, o înclinație de 4,435709785215 ° în raport cu ecliptica.